# Aleksa Šaponjić
Aleksa Šaponjić (in serbo Алекса Шапоњић?; Belgrado, 4 giugno 1992) è un pallanuotista serbo, membro della nazionale di pallanuoto maschile della Serbia.
La sua prima importante competizione con la squadra nazionale è stato il campionato europeo 2012 ad Eindhoven, conclusasi con una vittoria. Attualmente (2012) gioca per i California Golden Bears.

## Carriera di club
- 2011-oggi California Golden Bears

## Carriera in nazionale

### Eindhoven 2012
Il 21 gennaio, nella quarta partita del campionato europeo, Šaponjić ha segnato il primo gol per la sua nazionale. Si trattava di una vittoria nei confronti della Romania per 14-5. Il secondo gol giunse il 27 gennaio nel 12-8 inflitto all'Italia. Il 29 gennaio Šaponjić ha vinto l'europeo con la sua squadra, battendo in finale il Montenegro per 9-8.